# Tamás Lőrincz
Tamás Lőrincz (* 26. prosince 1986 Cegléd, Maďarsko) je maďarský zápasník klasik, stříbrný medailista z olympijských her a mistr světa ve velterové váze.

## Sportovní kariéra
Zápasení se věnuje od útlého dětství. S klasickým stylem zápasu začal v 11 letech v rodném Ceglédu. Jeho osobním trenérem je Ferenc Takács. V maďarské seniorské reprezentaci začal objevovat od roku 2005 v lehké váze do 66 kg. V roce 2008 startoval na olympijských hrách v Pekingu a postoupil do druhého kola. V roce 2012 na olympijských hrách v Londýně nestačil ve finále na Korejce Kim Hjon-ua a získal stříbrnou olympijskou medaili. Na olympijských hrách v Riu v roce 2016 neprošel přes úvodní kolo. Na mistrovství světa v zápasu řecko-římském byl třetí v roce 2014, druhý v letech 2017 a 2018 a první v roce 2019.

## Výsledky
| Turnaj             | 2006       | 2007       | 2008       | 2009       | 2010       | 2011       | 2012       | 2013       | 2014       | 2015       | 2016       | 2017           | 2018           | 2019           |
| Turnaj             | 20         | 21         | 22         | 23         | 24         | 25         | 26         | 27         | 28         | 29         | 30         | 31             | 32             | 33             |
| Turnaj             | lehká váha | lehká váha | lehká váha | lehká váha | lehká váha | lehká váha | lehká váha | lehká váha | lehká váha | lehká váha | lehká váha | velterová váha | velterová váha | velterová váha |
| ------------------ | ---------- | ---------- | ---------- | ---------- | ---------- | ---------- | ---------- | ---------- | ---------- | ---------- | ---------- | -------------- | -------------- | -------------- |
| Olympijské hry     |            |            | úč.        |            |            |            | 2.         |            |            |            | úč.        |                |                |                |
| Mistrovství světa  | úč.        | 5.         |            | 5.         | 5.         | úč.        |            | úč.        | 3.         | úč.        |            | 2.             | 2.             | 1.             |
| Evropské hry       |            |            |            |            |            |            |            |            |            | —          |            |                |                | 3.             |
| Mistrovství Evropy | 1.         | —          | úč.        | —          | 3.         | 2.         | —          | 1.         | 1.         | —          | —          | 3.             | 3.             |                |